# Jacqueline Humbert
Jacqueline Humbert (* 1952) ist eine US-amerikanische Sängerin, Kostüm- und Bühnenbildnerin.

## Leben
Humbert wurde Ende der 1970er-Jahre bekannt durch die Kunstfigur J. Jasmin. Die in Zusammenhang mit dem Komponisten David Rosenboom entstandene Performance ist in den Alben MyNew Music und Daytime Viewing (1980) dokumentiert.
Seit Anfang der 1980er-Jahre arbeitet sie mit Robert Ashley zusammen. Sie entwarf Kostüme und Bühnenbilder für viele seiner Opernproduktionen, an denen sie zugleich als Sängerin mitwirkte. In der Oper Improvement sang sie die Hauptrolle der Linda. Auf dem Album Chanteuse: Songs of a Different Sort sang sie neben eigenen Kompositionen Werke von Sam Ashley, David Rosenboom, Joan La Barbara, Robert Ashley, George Manupelli, James Tenny, Larry Polansky, Gustavo Matamoros und Katrina Krimsky. Eine Bühnenversion von Chanteuse wurde beim Subtropics Festival in Miami uraufgeführt (2002), und später in den Lotus Fine Arts Multicultural Music & Dance Studios in New York, beim EarJam Festival in Los Angeles und dem California Institute of the Arts (CalArts) gezeigt.
Als Kostümbildnerin stattete Humbert u. a. die Fernsehoper Perfect Lives und die Oper Atalanta (Acts of God) von Ashley aus; in letzterer spielte sie auch die Rolle der Odalisque. Mit ihrem Kostümdesigngeschäft Avant-Garter Fashions arbeitete sie in San Francisco u. a. mit der DanceArt Company, dem Zaccho SF Dance Theater, der MaFish Co. und dem Oberlin Dance Collective und mit Choreographen wie Alonzo King und Joanna Haigood zusammen. Auch für die Produktion des Oakland Ballet von Emily Keelers The Awakening und Our Town entwarf sie die Kostüme. Viele ihrer graphischen Arbeiten wurden für Platten- und CD-Cover, Bücher und Poster verwendet.
Humbert unterrichtet experimentelle Performance an der Theaterschule des California Institute of the Arts.